# Bính Ngọ
Bính Ngọ (chữ Hán: 丙午) là kết hợp thứ 43 trong hệ thống đánh số Can Chi của người Á Đông. Nó được kết hợp từ thiên can Bính (Hỏa dương) và địa chi Ngọ (ngựa). Trong chu kỳ của lịch Trung Quốc, nó xuất hiện trước Đinh Mùi và sau Ất Tỵ.

## Các năm Bính Ngọ
Giữa năm 1700 và 2300, những năm sau đây là năm Bính Ngọ (lưu ý ngày được đưa ra được tính theo lịch Việt Nam, chưa được sử dụng trước năm 1967):
- 1726
- 1786
- 1846
- 1906 (25 tháng 1, 1906 – 12 tháng 2, 1907)
- 1966 (21 tháng 1, 1966 – 8 tháng 2, 1967)
- 2026 (17 tháng 2, 2026 – 5 tháng 2, 2027)
- 2086 (14 tháng 2, 2086 – 2 tháng 2, 2087)
- 2146
- 2206
- 2266

## Sự kiện năm Bính Ngọ
- Năm 1426, trong trận Tốt Động - Chúc Động, nghĩa quân Lam Sơn dưới sự chỉ huy của các tướng Lý Triện, Đinh Lễ, Nguyễn Xí đã đánh bại quân đội nhà Minh đông gấp nhiều lần do Vương Thông chỉ huy. Chiến thắng Tốt Động – Chúc Động là một thắng lợi mang tính bước ngoặt của nghĩa quân Lam Sơn. Tổn thất nặng nề về mặt nhân lực và khí tài khiến quân Minh suy yếu trầm trọng, không thể phát động bất kỳ cuộc phản công nào khác. Vương Thông bị đẩy vào thế bị động, chỉ còn có thể cố thủ trong thành chờ đợi viện binh từ phương Bắc. Ngoài ra, chiến thắng của nghĩa quân Lam Sơn trước quân chủ lực của quân Minh cũng mang về cho họ sự ủng hộ của các xứ Trung châu, giúp Lê Lợi có thể dễ dàng huy động nguồn lực để thực hiện chiến lược "vây thành, diệt viện" và chấm dứt cuộc chiến.